# Slaget om Monte Cassino
Slaget om Monte Cassino (også kendt som Slaget for Rom eller Slaget om Cassino) var en serie på fire slag under 2. verdenskrig udkæmpet af de Allierede, der havde det formål at gennembryde Gustav-linjen og erobre Rom.
I begyndelsen af 1944 blev den vestlige halvdel af Gustav-linjen fastholdt af tyskerne, som holdt Rapido, Liri og Gariglianodalene og forskellige omkringliggende bjergtoppe og højdedrag, men ikke det historiske kloster på Monte Cassino, som var grundlagt i 524 af Sankt Benedikt, selv om de havde forsvarsstillinger placeret på de stejle skråninger nedenfor klosterets mure. Den 15. februar blev klosteret, som lå højt oppe på en bjergtop med udsigt til byen Cassino, ødelagt af amerikanske B-17, B-25 og B-26 bombefly. Bombardementet skyldtes frygt for, at klosteret blev brugt som udkigspost for Aksemagternes forsvarere (denne holdning ændredes med tiden til en indrømmelse af, at der ikke var stationeret tyske tropper dér). To dage efter bombardementet strømmede tyske faldskærmstropper ind i ruinerne for at forsvare dem. Fra 17. januar til 18. maj blev stillingerne på Gustav-linjen angrebet fire gange af allierede tropper. Disse operationer medførte allierede tab på over 54.000 og 20.000 tyskere.

## Baggrund
Den allierede landgang i Italien i september 1943 med to allierede hære under overkommando af general Sir Harold Alexander blev fulgt af en fremrykning nordpå ad to fronter, én på hver side af den centrale bjergkæde Appenninerne, som udgør rygraden af Italien. Mod vest rykkede den 5. amerikanske armé under generalløjtnant Mark Clark nordpå fra hovedbasen ved Neapel, og i øst rykkede general Sir Bernard Montgomerys 8. britiske armé op langs Adriaterhavets kyst.
5. armé kom kun langsomt frem, da terrænet var vanskeligt, vejret var vådt, og tyskerne gennemførte et dygtigt forsvar. Tyskerne havde forberedt adskillige forsvarslinjer, som var udformet, så de kunne påføre de Allierede mest mulig skade, hvorefter de trak sig tilbage til den næste linje og skaffede sig derved tilstrækkelig tid til at bygge en virkelig stærk forsvarslinje – Gustav-linjen – syd for Rom. Den oprindelige vurdering, som sagde, at Rom ville været faldet i oktober, viste sig alt for optimistisk.
Selv om Gustav-linjen var blevet gennembrudt af briterne i øst, og Ortona var erobret, var fremrykningen gået i stå da vinterens snestorme begyndte i slutningen af december, hvilket gjorde det umuligt at få nærstøtte fra luften og at bevæge sig i det forrevne terræn. Vejen til Rom østfra langs hovedvej 5 var således udelukket som mulighed og efterlod kun vejene fra Neapel, hovedvej 6 og 7, som muligheder. Hovedvej 7, den gamle romerske Via Appia, gik langs vestkysten, men syd for Rom passerede den de pontinske sumpe, som tyskerne havde oversvømmet. Hovedvej 6 gik gennem Liridalen. Den sydlige adgang til denne dal var domineret af bjergmassivet bag byen Cassino. Fremragende observationsposter fra adskillige bjergtoppe gjorde det muligt for de tyske forsvarere at opdage allierede bevægelser, forhindre enhver fremrykning nordpå og dirigere artilleribeskydning mod de allierede enheder. På tværs af den allierede fremrykningslinje løb floden Rapido, som havde sit udspring i de centrale Appenniner, løb gennem Cassino og over indgangen til Liridalen (hvor Liri løb ud i Rapido) hvorefter den skiftede navn til Garigliano (ofte benævnt "Gari" af de Allierede) og fortsatte ud til havet. Med dens stærkt befæstede stillinger i bjergene, vanskelige flodovergange (udover at vandet i floden løb hurtigt, havde tyskerne midlertidigt ændret flodens løb ved indgangen til dalen, så den oversvømmede dalens bund og gjorde jordbundsforholdene yderst vanskelige for enhver angriber), udgjorde Cassino hjørnestenen i Gustav-linjen den kraftigste af de forsvarsstillinger, der dannede vinterlinjen.
På grund af den historiske betydning af det benediktinske kloster havde den tyske øverstkommanderende i Italien, feltmarskal Albert Kesselring i december 1943 givet ordre til ikke at inddrage selve klosteret i den tyske forsvarsstilling og meddelte dette til de Allierede. Det er fortsat kontroversielt, i hvilket omfang denne ordre blev fulgt.
Nogle allierede rekognosceringsfly rapporterede, at de kunne se tyske tropper inde i klosteret. Der var en udmærket udsigt over de omkringliggende bjerge og dale, og det var således et oplagt sted for de tyske artilleriobservatører. Det, som står klart, er, at da først klosteret var blevet ødelagt, blev ruinerne besat af tyskerne, som udnyttede dem til at bygge forsvarsstillinger. I den sidste ende var argumentet for at ødelægge klosteret imidlertid, at det udgjorde en potentiel trussel – reel eller tænkt – mere end om det rent faktisk var besat eller ej.

## Første slag

### Planer og forberedelse
Den 5. amerikanske armés leder, general Clark, havde planlagt, at 10. britiske korps i venstre del af den 30 km brede front skulle angribe den 17. januar 1944 over Garigliano nær kysten (5. og 56. infanteridivision). 46. division skulle angribe om natten den 19. januar over Garigliano nedenfor udløbet af Liri som støtte til hovedangrebet fra 2. amerikanske korps på deres højre side. Det centrale hovedangreb fra 2. amerikanske korps skulle begyndte den 20. januar med 36. infanteridivision, som foretog et angreb over den vandrige Rapido 8 km nedenfor Cassino. Samtidig skulle det franske ekspeditionskorps under general Alphonse Juin fortsætte sit "højre hook" i retning af Monte Cairo, som udgjorde forbindelse mellem Gustav og Hitler-linjen. I virkeligheden troede Clark ikke, at der var meget håb om et hurtigt gennembrud, men han mente, at angrebene ville trække tyske reserver væk fra området ved Rom i tide før landgangen ved Anzio hvor 6. amerikanske korps (1. britiske og 3. amerikanske infanteridivision) skulle overraske de tyske forsvarere den 22. januar. Han håbede, at landgangen ved Anzio ved hjælp af overraskelse og hurtig fremrykning ind i landet til Albanerbjergene, som kontrollerer både hovedvej 6 og 7, ville true de tyske forsyningslinjer, så de tyske hærchefer valgte at trække sig tilbage fra Gustav-linjen til stillinger nord for Rom. Mens dette ville have været i overensstemmelse med den tyske taktik i de forudgående tre måneder, havde de Allieredes efterretningstjeneste ikke forstået, at strategien med at gennemføre en kæmpende tilbagetrækning kun havde haft til formål at skaffe tid til at forberede Gustav-linjen, hvor tyskerne havde til hensigt at holde fast. Efterretningsvæsenets vurdering af de Allieredes udsigter var derfor alt for optimistiske.
5. armé var først nået frem til Gustav-linjen den 15. januar efter at have brugt 6 ugers hårde kampe på at rykke de sidste 11 km gennem stillingerne i Bernhardt-linjen, hvilket havde kostet dem et tab på 16.000 døde og sårede. Den havde dårligt nok tid til at forberede det nye angreb, for ikke at tale om den hvile og reorganisering, som den havde hårdt brug for efter tre måneders udmattende kampe nordpå fra Neapel. Da de allierede stabschefer kun kunne undvære landgangsfartøjerne indtil starten af februar, måtte landgangen ved Anzio foretages i slutningen af januar samtidig med et angreb mod Gustav-linjen tre dage før.

### Første angreb: 10. korps på venstre fløj, 17. januar
Det første angreb blev sat ind den 17. januar. Det britiske 10. korps (56. og 5. division) krydsede floden Garigliano nær kysten (efterfulgt to dage senere af den britiske 46. division på deres højre side), hvilket gav den tyske chef for 14. panserkorps, general von Senger,
som også havde ansvaret for forsvaret af Gustav-linjens sydvestlige del, alvorlige bekymringer m.h.t. om den tyske 94. infanteridivision kunne holde linjen. Som svar på Sengers bekymringer beordrede Kesselring den tyske 29. og den 90. pansergrenaderdivision frem fra området ved Rom for at yde forstærkning. Der var været spekuleret over, hvad der kunne være sket, hvis 10. korps havde haft tilstrækkelige reserver til at udnytte sin fremgang og fremtvinge et afgørende gennembrud. Korpset havde ikke ekstra folk, men der ville bestemt have været tid til at ændre den overordnede slagplan og opgive eller modificere angrebet i centrum fra 2. amerikanske korps for at skaffe folk til at gennemtvinge en afgørelse i syd, inden de tyske forstærkninger kunne nå frem. Imidlertid forstod hovedkvarteret for 5. armé ikke, hvor svækket den tyske stilling var, og planen forblev uændret. De to divisioner fra Rom ankom den 21. januar og stabiliserede den tyske stilling i syd. På et punkt havde planen virket, idet Kesselrings reserver var blevet trukket sydpå. De tre divisioner i 10. korps havde tab på 4.000 mand under det første slag.

### Hovedangrebet: 2. amerikanske korps i centrum, 20. januar
Det amerikanske fremstød i centrum blev indledt af 36. division tre timer efter solnedgang den 20. januar. Den manglende tid til at forberede angrebet betød, at fremrykningen til floden fortsat var farlig på grund af, at miner og fælder ikke var ryddet væk, og det yderst vanskelige forehavende med at krydse en flod under fjendtlig ild var ikke tilstrækkeligt planlagt og øvet. Selv om en bataljon af 143. regiment havde held til at krydse Rapido syd for San Angelo og to kompagnier af 141. regiment nord for, var de isoleret det meste af tiden, og på intet tidspunkt lykkedes det at få allierede kampvogne over floden, hvorved de var yderst sårbare overfor tyske modangreb med kampvogne og selvkørende kanoner fra general Rodts 15. pansergrenaderdivision. Den sydlige gruppe blev tvunget tilbage over floden midt på morgenen den 21. januar. Generalmajor Geoffrey Keyes, som havde kommandoen over 2. korps, pressede generalmajor Fred Walker i 36. division til straks at forny angrebet. Igen angreb de to regimenter, men uden større succes mod den velforskansede 15. pansergrenaderdivision: 143. regiment fik det, der svarer til to bataljoner, over floden, men der var stadig ingen panserstøtte, og de blev frygtelig tilredt, da dagslyset kom den følgende dag. 141. regiment krydsede også floden med en styrke på to bataljoner, og trods mangel på panserstøtte lykkedes det dem at trænge 1 km frem. Da det blev lyst, blev de også mejet ned, og om aftenen den 22. januar var regimentet så godt som udslettet, da blot 40 mand nåede tilbage til de allierede linjer. Angrebet havde været et kostbart nederlag, da 36. division mistede 2.100 mand, dræbte, sårede og savnede på 48 timer.

### 2. Korps forsøger nord for Cassino: 24. januar
Det næste angreb blev indledt den 24. januar. Det amerikanske 2. korps med 34. infanteridivision under generalmajor Charles W. Ryder var i spidsen for angrebet med franske kolonistyrker på dens højre flanke og angreb over den oversvømmede Rapido-dal nord for Cassino og ind i bjergene bag den med den hensigt at dreje mod venstre og angribe Monte Cassino fra det højereliggende område. Mens overgangen over floden ville blive lettere, da man kunne vade over Rapido ovenfor Cassino, betød oversvømmelserne, at bevægelser på vejene på begge sider af floden var meget vanskelig. Kampvogne kunne således kun køre på veje, som var dannet af stålmåtter, og det krævede otte dages blodige kampe for 34. division at trænge general Francks 44. tyske infanteridivision tilbage og etablere et fodfæste i bjergene.

### Fransk korps stoppes på højre fløj
På højre fløj gjorde de marokkansk-franske tropper i starten gode fremskridt mod den tyske 5. bjergdivision under ledelse af general Julius Ringel og indtog stillinger på skråningerne af deres hovedmål Monte Cifalco. Fremskudte enheder af den 3. algeriske division havde forbigået Monte Cifalco for at tage Monte Belvedere og Colle Abate. General Juin var overbevist om, at Cassino kunne omgås og det tyske forsvar dirkes op ad denne nordlige rute, men hans anmodning om forstærkninger for at kunne fastholde fremdriften i hans fremrykning blev afslået, og det ene reserveregiment, som var til rådighed (fra 36. division) blev sendt som forstærkning til 34. division. Den 31. januar gik det franske angreb i stå på Monte Cifalco, hvorfra tyskerne havde et klart udsyn over de franske og amerikanske flanker og forsyningslinjer. De to marokkansk-franske divisioner led tab på 2.500 i deres kampe omkring Monte Belvedere.

### 2. korps i bjergene nord for Cassino
Det blev den amerikanske 34. divisions opgave sammen med 142. regiment fra 36. division at kæmpe sydpå langs de forbundne bjergtoppe mod den krydsende bjergryg, ved hvis sydlige ende klosteret lå. Derpå kunne de bryde ind i Liridalen bag Gustavlinjens stillinger. Det var meget vanskeligt terræn. Bjergene var stenede, overstrøede med klippestykker og gennemskåret af kløfter. Det var umuligt at grave skyttehuller på klippegrunden, og ethvert punkt var udsat for beskydning fra omgivende højdedrag. Kløfterne var ikke nogen hjælp, da den tornblad, som voksede her i stedet for at give beskyttelse, var blevet oversået med miner, fælder og skjult pigtråd af forsvarerne. Tyskerne havde haft tre måneder til at forberede deres forsvarsstillinger ved hjælp af dynamit og havde opmagasineret ammunition og forsyninger. Der var ingen naturlig dækning, og vejret var vådt og isnende koldt.
I begyndelsen af februar havde amerikansk infanteri erobret et strategisk punkt i nærheden af bebyggelsen San Onofrio, 1½ km fra klosteret, og den 7. februar nåede en bataljon Punkt 445, en bakketop lige nedenfor klosteret, ikke mere end 350 meter borte. En amerikansk patrulje gennemførte en rekognoscering helt frem til de klippelignende klostermure, og tyske og amerikanske patruljer beskød hinanden, mens munke så på. Forsøg på at erobre Monte Cassino blev imidlertid forhindret af overvældende beskydning ved maskingeværer på skråningerne nedenfor klosteret. Trods intense kampe lykkedes det aldrig 34. division at erobre de sidste stillinger på bakke 593, som tyskerne kaldte Calvary Mount, der blev holdt af 3. bataljon af det 2. tyske faldskærmsregiment, og som var det dominerende punkt på højderyggen op til klosteret.

### Efterspil
Den 11. februar efter at et afsluttende tredages angreb mod klosterbakken og byen Cassino var slået fejl, blev amerikanerne trukket tilbage. Det amerikanske 2. korps var udmarvet efter 2½ uges voldsomme kampe. 34. divisions indsats i bjergene anses for at være en af de mest fornemme bedrifter udført af tropper under krigen. Til gengæld havde den tab på omkring 80% i infanteribataljonerne. Omkring 2.200 mand.
Da slaget var på sit højeste i de første dage af februar, havde general von Senger und Etterlin flyttet 90. division fra Garigliano fronten til nord for Cassino og havde været så alarmeret over den fart, hvormed opslidningen skete, at han havde "... mønstret hele min autoritet til at forlange, at slaget om Cassino skulle afbrydes, og at vi skulle besætte en ny linje ... rent faktisk en stilling nord for brohovedet ved Anzio". Kesselring afslog anmodningen. På det afgørende tidspunkt kunne von Senger indsætte 71. infanteridivision, mens han beholdt 15. pansergrenaderdivision (som de havde skullet afløse) ved fronten.
Under slaget havde der været tidspunkter, hvor lovende stillinger kunne være blevet udnyttet til afgørende træk ved en mere kløgtig anvendelse af reserver. Nogle historikere mener, at denne undladelse af at udnytte den indledende fremgang kan henføres til general Clarks manglende erfaring. Det er imidlertid mere sandsynligt, at han blot havde for meget mellem hænderne, idet han både var ansvarlig for offensiverne ved Cassino og Anzio. Dette synspunkt understøttes af, at general Truscott ikke kunne få fat på ham, som beskrevet nedenfor, til forhandlinger på et afgørende tidspunkt under udbruddet fra Anzio under det fjerde slag om Cassino. Mens general Alexander af helt igennem logiske koordinationsårsager valgte at holde Cassino og Anzio under en fælles hærchef og dele fronten overfor Gustavlinjen mellem den amerikanske 5. og den britiske 8. armé, valgte Kesselring at etablere en særskilt 14. armé under general Eberhard von Mackensen som skulle kæmpe ved Anzio, mens hele Gustavlinjen var overladt til general Heinrich von Vietinghoffs 10. armé.
De amerikanske enheder blev erstattet med det newzealandske korps (2. newzealandske og 4. indiske division fra den britiske 8. armé ved den adriatiske front). Det newzealandske korps blev ledet af generalløjtnant Bernard Freyberg.

## Andet slag (Operation Avenger)

### Baggrund
Da det amerikanske 6. korps var stærkt truet ved Anzio, var Freyberg under tilsvarende pres for at indlede en undsætningsaktion ved Cassino. Igen indledtes slaget derfor, uden at angriberne var fuldt forberedte. Hertil kom, at korpshovedkvarteret ikke i fuldt omfang forstod vanskelighederne ved at få 4. indiske infanteridivision på plads i bjergene og forsyne dem over bjerge og dale nord for Cassino (ved hjælp af muldyr ad 11 km gedestier i terræn som tydeligt kunne ses fra klosteret, og derfor udsat for præcis artilleribeskydning – deraf navnet dødens dal). Dette blev dokumenteret efter krigen af generalmajor Howard Kippenberger, chefen for 2. newzealandske division:
| Citat               | Stakkels Dimoline (brigadegeneral Dimoline, den fungerende chef for 4. indiske division) havde en skrækkelig tid med at få sin division på plads. Jeg begreb aldrig rigtig vanskelighederne, indtil jeg inspicerede området efter krigen. | Citat |
| Howard Kippenberger | |       |

Freybergs plan var en fortsættelse af det første slag: et angreb nordfra langs bjergkammene og et angreb fra sydøst langs jernbanelinjen for at erobre jernbanestationen på den anden side Rapido mindre end 1½ km syd for byen Cassino. Hvis det lykkedes, ville de åbne Cassino by og åbne Liridalen, men Freyberg havde meddelt sine overordnede, at han i betragtning af omstændighederne mente, at der højest var 50% chance for, at offensiven ville lykkes.

### Ødelæggelse af klostret
Visse allierede officerer var i stigende grad optaget af det store kloster på Monte Cassino: efter deres mening var det klosteret og dets formentlige anvendelse som tysk artilleri-observationspunkt, som forhindrede, at Gustavlinjen blev gennembrudt.
Den britiske presse og C. L. Sulzberger fra The New York Times skrev ofte og overbevisende og med mange (ofte fabrikerede) detaljer om tyske observationsposter og artilleristillinger inde i klosteret. Chefen for de allierede flystyrker i Middelhavsområdet generalløjtnant Ira C. Eaker og generalløjtnant Jacob L. Devers (næstkommanderende for general Sir Henry Maitland Wilson, den allierede øverstkommanderende i Middelhavsområdet iagttog ved en overflyvning personligt "en radiomast [...] tyske uniformer på en tørresnor i klosterets gård [og] maskingeværstillinger 45 meter fra klosterets mure." Generalmajor Geoffrey Keyes fra 2. amerikanske korps overfløj også klosteret flere gange. Han rapporterede til 5. armés G-2, at han ikke havde set tegn på, at tyskerne var i klosteret. Da han hørte om andre, som hævdede at have set tyskere i klosteret, sagde han: "De har stirret så længe, at de ser syner".

Holdningen i det newzealandske korpshovedkvarter, som det fremgår af generalmajor Kippenbergers skrifter, var, at klosteret formentlig blev brugt som tyskernes vigtigste udkigspost for artilleriobservation, da det lå så perfekt til formålet, at ingen hær kunne holde sig fra at bruge det. Der er ingen klare beviser herpå, men han fortsatte med at skrive, at fra et militært synspunkt var det uden betydning, om klosteret var besat eller ej:
| Citat | Hvis ikke det var besat i dag, kunne det blive det i morgen og det forekom ikke, at det ville blive svært for fjende at placere reserver i det under et angreb, eller tropper kunne søge ly der, hvis de blev drevet bort fra stillinger udenfor. Det var umuligt at bede tropper om at storme et bjerg med en intakt bygning som denne på toppen, hvor hundredvis af infanterister kunne være i fuld sikkerhed for granatbeskydning og klar til i det kritiske øjeblik at dukke frem og gennemføre et modangreb. ... Ubeskadiget var det et perfekt ly, men med dens smalle vinduer og flade profil var den en utilfredsstillende kampstilling. Ødelagt ved bombardement var den en forreven dynge murbrokker, som effektivt kunne beskydes fra kanoner, morterer og jagerfly, ligesom det var en dødsfælde i tilfælde af fornyet bombardement. Samlet set mente jeg, at det ville være mest hensigtsmæssigt for tyskerne, hvis vi undlod at bombardere det. | Citat |
|       | |       |

Generalmajor Francis Tuker, hvis 4. indiske division ville få opgaven med at angribe klosterbakken, havde sin egen vurdering af situationen. I mangel på detaljerede efterretninger fra den 5. amerikanske armés hovedkvarter havde han fundet en bog fra 1879 i en boghandel i Neapel, som gav detaljerede oplysninger om klosterets konstruktion. I sit memorandum til Freyberg konkluderede han, at uanset om klosteret i øjeblikket var besat af tyskerne, skulle det ødelægges for at forhindre en effektiv besættelse. Han påpegede også, at med 45 meter høje og 3 meter tykke murstensmure var det ikke muligt for ingeniørtropperne at gøre noget effektivt ved stedet, og at bombardement med "blockbuster" bomber ville være den eneste løsning, da 1.000 punds bomber ville være "så godt som uden effekt".
Den 11. februar 1944 anmodede den fungerende chef for 4. indiske division, brigadegeneralHarry Dimoline om, at klosteret på Monte Cassino blev bombet. Tuker gentog sine argumenter for at bombe klosteret fra sin hospitalsseng i Caserta, hvor han var indlagt efter et alvorligt tilbagevendende angreb af tropefeber. Freyberg videresendte hans anmodning den 12. februar. Freybergs anmodning om et luftangreb blev imidlertid stærkt støttet af luftvåbenets planlægger og blev formentlig også støttet af Ira Eaker og Jacob L. Devers. De prøvede at bruge lejligheden til at vise luftvåbenets evne til at støtte operationer på jorden. Generalløjtnant Mark W. Clark fra 5. armé og hans stabschef generalmajor Alfred Gruenther var fortsat ikke overbeviste om den "militære nødvendighed". Da han overgav 2. amerikanske korps' stilling til det newzealandske korps, havde brigadegeneral J.A. Butler, stedfortrædende chef for 34. amerikanske division sagt: "Jeg ved det ikke, men jeg tror ikke, at fjenden er i klosteret. Al beskydningen fra skråningerne på bjerget er kommet fra skråningerne nedenfor muren". Til sidst valgte Clark, "som ikke ønskede klosteret bombet," at tvinge den øverstkommanderende for de allierede hære i Italien, general Sir Harold Alexander til at tage ansvaret: "Jeg sagde: 'Hvis De giver mig en direkte ordre, vil jeg gøre det', og det gjorde han."
Bombardementet om morgenen den 15. februar 1944 omfattede 142 B-17 Flying Fortress foruden 47 B-25 Mitchell og 40 B-26 Marauder middelsvære bombefly. De kastede i alt 1.150 ton højeksplosiver og brandbomber mod klosteret og forvandlede hele toppen af Monte Cassino til en rygende ruinhob. Mellem bombeangrebene beskød artilleriet fra 2. korps bjerget. Mange allierede soldater og krigskorrespondenter jublede, mens de overværede bombardementet. Eaker og Devers så på. Juin blev hørt sige: "... nej, de kommer ingen vegne på denne måde." Clark og Gruenther nægtede at være til stede og blev i deres hovedkvarter. Samme eftermiddag og næste dag fortsatte den kraftige artilleribeskydning, og 59 jagerbombere rystede ruinerne af det store kloster.
Luftangrebet havde imidlertid ikke været koordineret mellem luft- og jordstyrkerne, idet luftvåbenet anså det for en selvstændig operation og tog hensyn til vejret og krav fra andre fronter, men undlod at konsultere landstyrkerne på stedet (de indiske tropper på Snake's Head blev overraskede, da angrebet faktisk blev indledt). Angrebet fandt sted to dage, inden det newzealandske korps var klar til at gennemføre deres hovedangreb. Mange af tropperne havde først overtaget deres stillinger fra 2. amerikanske korps den 13. februar og udover vanskelighederne i bjergene var forberedelserne i dalen også blevet forsinket af vanskeligheder ved at forsyne de nyligt installerede tropper med tilstrækkelig materiel til et stort angreb på grund af det konstant dårlige vejr, oversvømmelser og vandmættet jordbund.

### Efter bombningen
Pave Pius 12. forholdt sig tavs om bombardementet, men hans udenrigsminister Cardinal Maglione udtalte uden omsvøb til den øverste amerikanske diplomat ved Vatikanet, at bombardementet var "en kolossal fejltagelse ... en stor dumhed."
Hvad der er sikkert ud fra alle undersøgelser, der fulgte efter hændelsen, er det faktum, at de eneste, som blev dræbt i klosteret ved bombardementet var italienske civile, som havde søgt tilflugt i klosteret. Der er ingen beviser på, at bomberne, der blev kastet mod klosteret på Monte Cassino den dag, dræbte tyske tropper. I betragtning af, hvor upræcise datidens bombardementer var, (det er beregnet, at kun 10% af bomberne fra de tunge bombefly, som blev kastet fra stor højde, ramte klosteret) faldt der bomber andre steder og dræbte såvel tyske som allierede tropper, selv om det ikke var meningen. 16 bomber ramte således 5. armés hovedkvarter ved Presenzano 27 km fra Monte Cassino og sprang kun få meter fra den trailer, hvor general Clark arbejdede ved sit skrivebord.
Ved daggry dagen efter bombardementet flygtede de fleste overlevende civile fra ruinerne. Kun omkring 40 personer blev: 6 munke, som overlevede i klosterets dybe kældre, deres 79 år gamle abbed, Gregorio Diamare, tre forpagterfamilier, forældreløse og efterladte børn samt de alvorligt sårede og døende. Efter artilleribeskydning, fornyet bombardement og angreb mod højdedraget fra 4. indiske division besluttede munkene at forlade deres ødelagte hjem med de af de tilbageværende, som kunne flyttes. Det skete den 17. februar kl. 7:30. Den gamle abbed anførte gruppen ned ad muldyrstien mod Liridalen, mens han reciterede rosenkransbønnen. Efter at de var nået frem til en tysk førstehjælpsstation blev nogle af de alvorligt sårede, som var blevet båret ned ad bjerget af munkene, ført bort i en militær ambulance. Efter at have mødt en tysk officer blev munkene kørt til Sant'Anselmo klosteret. Den 18. februar mødtes abbeden med lederen af 14. panserkorps, generalløjtnant Fridolin von Senger und Etterlin. En munk, Carlomanno Pellagalli, vendte tilbage til klosteret. Da han senere blev set vandrende omkring i ruinerne troede de tyske faldskærmstropper, at han var et spøgelse. Efter 3. april blev han ikke set nogetsteds.
I dag ved man, at tyskerne havde en aftale med munkene om ikke at bruge klosteret til militære formål, så længe de blev i det. Efter at det var ødelagt, besatte faldskærmstropper fra 1. faldskærmsdivision ruinerne af klosteret og forvandlede det til en fæstning og observationspost, som blev et alvorligt problem for de angribende allierede styrker og førte til mange ekstra dræbte, som kunne have været undgået, hvis klosteret ikke var blevet bombet.

### Slaget
Om natten efter bombardementet angreb et kompagni af 1. bataljon af Royal Sussex Regiment (et af de britiske elementer af 4. indiske division) nøglestillingen Punkt 593 fra deres stilling 60 meter borte på Snakeshead Ridge. Angrebet slog fejl, og kompagniet led tab på 50%.
Den følgende nat fik Sussex-regimentet ordre til at angribe i bataljonsstørrelse. Det fik en katastrofal start. Artilleri kunne ikke anvendes til direkte støtte mod punkt 593 på grund af, at de allierede tropper var lige i nærheden. Det blev derfor planlagt at beskyde punkt 575, som havde ydet støtteild til forsvarerne af punkt 593. Områdets topografi betød, at granater afskudt mod punkt 575 skulle passere meget lavt over Snakeshead Ridge, og rent faktisk faldt nogle af granaterne blandt de angrebskompagnier som var ved at samles. Efter reorganisering blev angrebet sat ind ved midnat. Kampene var brutale og foregik ofte mand mod mand, men det beslutsomme forsvar holdt stand, og Sussex-bataljonen blev slået tilbage, igen med tab på over 50%. I løbet af 2 nætter mistede Sussex-regimentet 12 ud af 12 officerer og 162 af de 313 mand, som tog del i angrebet.
Om natten den 17. februar fandt hovedangrebet sted. 4/6. Rajputana Rifles foretog angrebet på punkt 593 med det udmarvede Sussex-regiment som reserve, der skulle passere gennem dem og angribe punkt 444, når først 593 var blevet erobret. I mellemtiden skulle 1/2nd Gurkha Rifles og 1/9th Gurkha Rifles strømme over skråninger og slugter i et direkte angreb på klosteret. Dette sidste foregik over frygteligt terræn, men man håbede, at gurkhaerne fra Himalayabjergene, som var eksperter i bjergterræn, kunne klare opgaven. Dette viste sig ikke at være tilfældet. Igen var kampene voldsomme, men uden fremskridt og tabene var store. Rajputanaerne mistede 196 officerer og mænd 1/9th Gurkhas 149 og 1/2nd Gurkhas 96. Det stod klart, at angrebet var slået fejl, og den 18. februar afblæste brigadegeneral Dimoline og Freyberg angrebene på klosterbakken.
I den anden del af hovedangrebet gennemførte to kompagnier fra 28. (Maori)-bataljon fra New Zealand divisionen en overgang over Rapido og forsøgte at erobre jernbanestationen i Cassino by. Det lykkedes den, men det lykkedes den ikke at slå bro over det sidste hul i jernbanedæmningen inden daggry, så den var uden panserstøtte. Ved hjælp af et røgtæppe, som blev udlagt af allieret artilleri, kunne de skjule deres stillinger for det tyske artilleri på klosterbakken og derved holde deres stillinger det meste af dagen, men deres isolation og mangel på panserstøtte og panserværnsskyts gjorde deres stilling håbløs, da modangrebet blev sat ind om eftermiddagen den 18. februar. De fik ordre til at trække sig tilbage til floden, da det stod klart for hovedkvarteret, at begge forsøg på at bryde igennem (både det i bjergene og på dæmningen) ville slå fejl. Det havde været meget tæt på. Tyskerne havde været meget foruroliget over erobringen af jernbanestationen, og ifølge en dokumenteret samtale mellem Kesselring og chefen for 10. armé von Vietinghoff havde de ikke ventet, at modangrebet ville lykkes.

## Tredje slag

### Planer
Til det tredje slag blev det besluttet, at mens vintervejret fortsatte, var det ikke hensigtsmæssigt at forsøge at overskride Rapido neden for Cassino by. Højre-hooket i bjergene havde også været en dyr fejltagelse, og det blev besluttet at indlede to angreb fra nord langs Rapidodalen: ét mod den befæstede Cassino by og ét mod klosterbakken. Tanken var at rydde en passage gennem flaskehalsen mellem disse to punkter for at give adgang til stationen i syd og herfra til Liridalen. 78. britiske infanteridivision , som var ankommet i slutningen af februar og underlagt det newzealandske korps, skulle derpå krydse Rapido nedenfor Cassino og indlede fremstødet mod Rom.
Ingen af de allierede chefer var særligt glade for planen, men det blev håbet, at et forberedende bombardement med bombefly, der var kraftigere end nogensinde før, ville gøre udslaget. Der var behov for tre dage med godt vejr, og i 21 dage efter hinanden blev angrebet udskudt, mens tropperne frøs i de våde stillinger og ventede på en gunstig vejrudsigt. Sagen blev ikke bedre af, at generalmajor Kippenberger, som var chef for den 2. newzealandske division blev såret af en mine og mistede begge fødder. Han blev erstattet med brigadegeneral Graham Parkinson. Den gode nyhed var, at det tyske modangreb ved Anzio var slået fejl og senere afblæst.

### Slaget
Det tredje slag begyndte den 15. marts. Efter et bombardement med 750 tons 1.000-punds bomber med tidsforsinkede detonatorer, som indledtes kl. 08:30 og varede i 3½ time, rykkede newzealænderne frem bag en krybende spærreild fra 746 kanoner. Succesen afhang af at drage fordel af den lammende effekt af bombardementet. Imidlertid kom forsvarerne sig hurtigere over bombardementet end ventet, og de allierede kampvogne blev forsinket af bombekratere. Alligevel var det muligt for newzealænderne at opnå en sejr, men da et opfølgningsangreb først blev indledt om aftenen, var det for sent. Forsvaret var reorganiseret, og vigtigere var det, at det i modstrid med vejrudsigten begyndt at regne igen. Regn i stride strømme fyldte bombekratere, forvandlede murbrokker til et morads og afbrød kommunikationen, idet radioerne ikke kunne holde til at blive våde hele tiden. De mørke regnskyer blokerede for måneskinnet og hindrede opgaven med at rydde ruter gennem ruinerne. På højre fløj havde newzealænderne erobret Castle Hill og punkt 165, og som planlagt havde enheder fra den 4. indiske infanteridivision, som nu var under kommando af generalmajor Alexander Galloway, passeret gennem frontenhederne for at angribe punkt 236 og derpå punkt 435, Hangman's Hill. I forvirringen på højdedraget havde et kompagni af 1/9. Gurkha Rifles fulgt et spor, som førte uden om punkt 236 og havde erobret punkt 435, mens angrebet på punkt fra 1/6. Rajputana Rifles var blevet afvist.
Ved slutningen af den 17. marts holdt gurkhaerne Hangman's Hill (punkt 435), 225 meter fra klosteret, i bataljonsstyrke, (om end deres forsyningslinjer var truet af den tyske stilling på punkt 236 og i den nordlige del af byen), og mens byen stadig blev kraftigt forsvaret, var newzealandske enheder og kampvogne trængt igennem flaskehalsen og havde erobret stationen. Tyskerne var imidlertid stadig i stand til at forstærke deres tropper i byen og var gode til at infiltrere de dele af byen, som skulle være ryddet, med snigskytter.
Den 19. marts var planlagt som dagen for det afgørende slag i byen og mod klosteret, herunder et overraskelsesangreb med kampvogne fra 20. pansrede brigade, som arbejdede sig vej langs sporet fra Cairo til Albaneta gården (som var blevet forberedt af ingeniørtropper i ly af mørket) og derfra mod klosteret. Et overraskende og kraftigt modangreb fra klosteret mod Castle Hill fra 1. tyske faldskærmsdivision afskar enhver mulighed for et angreb mod klosteret fra borgen og Hangman's Hill, mens kampvognene alle var ødelagt midt på eftermiddagen, fordi de manglede infanteristøtte. I byen kom angriberne ikke meget længere frem, og generelt var initiativet ved at glide over til tyskerne, hvis stillinger tæt på Castle Hill, som var nøglen til stillingen på klosterbakken, ødelagde enhver udsigt til en hurtig sejr.
Den 20. marts indsatte Freyberg dele af 78. infanteridivision i slaget. For det første for at have flere tropper i byen, så rensede områder ikke blev infilteret af tyskere og for det andet for at forstærke Castle Hill, så der blev tropper tilovers til at lukke de to ruter mellem Castle Hill og punkterne 175 og 165, som blev brugt af tyskerne til at forstærke forsvarerne i byen. De allierede ledere følte, at de var tæt på at vinde, da de hårdnakkede kampe fortsatte den 21. marts. Forsvarerne stod imidlertid fast, og angrebet mod punkt 445 for at blokere tyske forstærkninger var i sidste øjeblik slået fejl, mens den allierede fremgang i byen foregik fra hus til hus.
Den 23. marts mødtes Alexander med sine ledere. En række holdninger blev fremført om muligheden for sejr, men det stod klart, at den newzealandske og den indiske division var for udmattede til at fortsætte. Freyberg var overbevist om, at slaget ikke kunne fortsætte, og han afblæste angrebet. Den 1. tyske faldskærmsdivision blev nogle uger senere beskrevet af general Alexander, de Allieredes øverstkommanderende i Italien, i en samtale med general Kippenberger som "...den bedste division i den tyske hær...", de havde fået mange klø, men havde vundet.

### Efterspil
De næste tre dag blev brugt på at stabilisere fronten, de isolerede gurkhaer blev trukket tilbage fra Hangman's Hill og det samme blev styrken fra 24. newzealandske bataljon, som havde holdt punkt 202 i tilsvarende isolation. Den allierede linje blev reorganiseret. De udmattede 4. indiske division og 2. newzealandske division blev trukket tilbage og erstattet i bjergene med den 78. britiske division og i byen af 1. britiske gardebrigade. I deres tid på Cassinofronten havde 4. indiske division mistet 3.000 mand, og den newzealandske division havde 1.600 døde, sårede og savnede.
De tyske forsvarere havde også betalt en høj pris. Af det tyske 14. korps krigsdagbog for 23. marts fremgår, at bataljonerne i frontlinjen kun havde styrker på mellem 40 og 120 mand.

## Fjerde og sidste slag

### Alexanders strategi
General Alexanders strategi i Italien gik ud på 
"...at tvinge fjenden til at indsætte det maksimale antal divisioner i Italien på det tidspunkt, hvor invasionen over Kanalen går i gang."
 Omstændighederne gav ham tid til at forberede en stor offensiv, der skulle opnå dette. Hans plan gik ud på at flytte hovedparten af den britiske 8. armé under kommando af generalløjtnant Oliver Leese, fra den adriatiske front til den modsatte side af Italien, hvor de skulle slutte sig til den 5. amerikanske armé på en 30 km bred front mellem Cassino og havet. Den 5. amerikanske armé og det franske ekspeditionskorps skulle ligge til venstre for den 8. armé (13. korps og 2. polske korps). Med forårets komme blev forholdene på jorden bedre, og det ville blive muligt at indsætte store kampvognsenheder effektivt.

### Planlægning og forberedelse
Planen for Operation Diadem gik ud på, at det amerikanske 2. korps på venstre fløj skulle angribe op langs kysten langs hovedvej 7 i retning af Rom. Det franske korps til højre for dem skulle angribe fra brohovedet ved Garigliano, som oprindelig var skabt af 10. korps under det første slag i januar i retning af Auruncibjergene, som udgjorde en barriere mellem kystsletten og Liridalen. Det britiske 13. korps i højre side af frontens centrum skulle angribe langs Liridalen, mens det 2. polske korps (3. og 5. division) under kommando af generalløjtnant Władysław Anders, som den 24. april havde afløst 78. division i bjergene bag Cassino, skulle forsøge at løse den opgave, som 4. indiske division havde måttet opgive i februar: isolere klosteret og trænge rundt bag det ind i Liridalen og etablere forbindelse til 13. korps og dermed drive en kile ind i Cassino-stillingen. Det blev håbet, at ved at de var en langt større styrke end forgængerne i 4. indiske division, kunne de holde de tyske stillinger beskæftiget, så de derved ville være ude af stand til at give hinanden støtteild. Bedre vejr og føre og forsyningssituation ville også være vigtige faktorer. Det polske og britiske korps knibtangsmanøvre var igen nøglen til samlet succes. Det 1. canadiske korps ville blive holdt i reserve, parat til at udnytte det forventede gennembrud. Når først den 10. tyske armé var besejret, ville det amerikanske 6. korps bryde ud af brohovedet ved Anzio og afskære de retirerende tyskere i Albanerbjergene.
De store troppebevægelser, som var nødvendige herfor, tog to måneder at gennemføre. De måtte gennemføres i små skridt for at fastholde hemmeligholdelse og overraskelse. Den amerikanske 36. division blev sendt på træning i amfibieangreb, og vejskilte og ekstra mange meddelelser over radioen blev brugt til at give indtryk af, at en invasion over havet skulle finde sted nord for Rom. Dette blev brugt for at holde de tyske reserver tilbage fra Gustavlinjen. Troppebevægelser i fremskudte områder foregik kun om natten og pansrede enheder, som blev fjernet fra fronten ved Adriaterhavet, blev erstattet med attrapper, så de rømmede områder virkede uforandrede for fjendtlig rekognoscering. Bedraget virkede. Så sent som på andendagen af det endelige slag om Cassino vurderede Kesselring, at de Allierede havde 6 hele divisioner på Cassinofronten. Rent faktisk var der 13.

### Slaget
Det første angreb indledtes ved Cassino den 11. maj kl. 23 med et massivt artilleribombardement fra 1.000 kanoner på 8. armés front og 600 kanoner på 5. armés front. Kanonerne var bemandet med briter, amerikanere, polakker, newzealændere, sydafrikanere og franskmænd. I løbet af 1½ time var angrebet i fuld gang i alle fire sektorer. Ved dagens begyndelse havde det amerikanske 2. korps ikke gjort store fremskridt, men deres kolleger i 5. armé, det franske korps, havde nået deres mål og spredte sig i Auruncibjergene mod 8. armé på deres højre fløj og rullede den tyske front op mellem de to hære. På 8. armés front havde 13. korps overskredet Rapido på 2 steder trods kraftig modstand (med den britiske 4. infanteridivision og den indiske 8. infanteridivision). Af stor betydning var det, at ingeniørtropperne i Dudley Russells 8. indiske division ved morgengry havde etableret en bro over floden, så kampvogne fra 1. canadiske pansrede brigade kunne komme over og give den støtte (som amerikanerne i den grad savnede i det første slag og newzealænderne i det andet), som skulle til for at afslå de modangreb, som uvægerligt ville komme fra tyske kampvogne. I bjergene ovenover Cassino kom de polske infanteriangreb ikke rigtig nogen vegne i tre dage og tilføjede begge sider store tab. Oberst Heilmann fra 4. faldskærmsregiment kaldte den ødelagte by for en "miniature Verdun." Den polske indsats er fortsat kilde til stor stolthed i den polske nation.
Om eftermiddagen den 12. maj blev brohovederne over Rapido stadig større trods voldsomme modangreb, mens udmattelseskrigen fortsatte ved kysten og i bjergene. Den 13. maj kunne effekten af det fortsatte pres begynde at ses. Den tyske højre flanke begyndte at give efter for 5. armé. Det franske korps havde erobret Monte Maio og var nu i stand til at give betydelig hjælp fra flanken til 8. armé, som Kesselring havde kastet alle til rådighed stående reserver imod for at få tid til at skifte over til sin anden forberedte forsvarsstilling, Hitlerlinjen, 13 km længere bagude. Den 14. maj trængte marokkanske Goumierer gennem bjergene parallelt med Liridalen i et terræn, som ikke var forsvaret, fordi man mente, at det var umuligt at trænge igennem, og flankerede derved det tyske forsvar og bistod dermed i betydelig grad 13. korps i dalen. I 1943 var Goumiererne kolonitropper, som var formeret i fire grupper af marokkanske taborer (GTM), som hver bestod af tre løst organiserede taborer (nogenlunde svarende til en bataljon), som var specialiseret i alpin krigsførelse. Juins franske ekspeditionskorps bestod af den marokkanske Goumierkommando (CGM) (med 1., 3. og 4. GTM) under general Augustin Guillaume med i alt ca. 7.800 kamptropper, nogenlunde samme infanteristyrke som en division samt fire mere konventionelle divisioner: 2. marokkanske infanteridivision (2 DIM), 3. algeriske division (3 DIA), 4. marokkanske bjergdivision (4 DMM) og 1. Frie Franske division (1 DM).
Den 15. maj blev den britiske 78. division overført fra reserven til 13. korps og passerede gennem divisionerne ved fronten for at gennemføre det sving, som skulle isolere Cassino fra Liridalen. Den 17. maj forsynede den polske division sine angreb i bjergene. I de tidlige timer af den 18. maj fik 78. division og det polske korps kontakt i Liridalen 5 km vest for Cassino by.
Tidligt om morgenen den 18. maj fandt en rekognosceringsgruppe fra den polske 12. kavaleriregiment klosteret forladt og hejste et improviseret regimentsflag over dets ruiner. De sidste tyske faldskærmstropper (efter sigende ca. 200 mand), havde trukket sig tilbage den foregående nat, da deres forsyningslinjer var truet af fremrykningen gennem Liridalen og var gået i ny forsvarsstiling i Hitlerlinjen. De eneste tilbageværende forsvarere var en gruppe udtærede tyske sårede, som ikke havde kunnet følge med.

### Hitler-linjen
Den 8. armés enheder rykkede op gennem Liridalen og 5. armé op langs kysten til Hitlerlinjen (som var blevet omdøbt til Sengerlinjen på Hitlers forlangende for at mindske betydningen hvis den blev gennembrudt). Et øjeblikkeligt opfølgende angreb slog fejl og 8. armé besluttede sig til at bruge tid på reorganisering. At få 20.000 køretøjer og 2.000 kampvogne gennem den ødelagte Gustavlinje var en stor opgave, som tog flere dage. Det næste angreb på linjen begyndte den 23. maj, hvor det polske korps angreb Piedimonte (som blev forsvaret af den navnkundige 1. faldskærmsdivision) på højre fløj mens 1. canadiske infanteridivision (friske fra 8. armés reserve) angreb i centrum. Den 24. maj havde canadierne gennembrudt linjen, og 5. pansrede canadiske division strømmede gennem hullet. Den 25. maj erobrede polakkerne Piedimonte, og linjen brød sammen. Vejen var ryddet for fremrykningen nordpå til Rom og videre frem.

## Efterspil

### Udbruddet fra Anzio
Mens canadierne og polakkerne indledte deres angreb den 23. maj, indledte general Lucian Truscott, som havde efterfulgt generalløjtnant John P. Lucas som chef for det amerikanske 6. korps, et dobbeltrettet angreb med anvendelse af fem (tre amerikanske og to britiske) af de syv divisioner i brohovedet ved Anzio. Den tyske 14. armé, som skulle modstå dette fremstød, havde ingen pansrede divisioner, fordi Albert Kesselring havde sendt sine kampvogne sydpå for at hjælpe den 10. tyske armé ved Cassino. En enkelt panserdivision, den 26., var undervejs fra området nord for Rom, hvor den havde været placeret som gardering mod det fingerede amfibieangreb og var således ikke til rådighed under kampen.

### Clark erobrer Rom, men opnår ikke at fange den tyske 10. armé
Den 25. maj var 10. armé i fuld retræte, og 6. korps trængte som planlagt østpå for at afskære dem. Den næste dag ville de have på plads hen over 19. armés tilbagetrækningsvej og alle Kesselrings reserver ville være blevet indesluttet, hvis ikke general Mark Clark fuldstændig overraskende havde beordret general Truscott til at ændre angrebsretning fra nordøst i retning af Valmontone på hovedvej 6 til nordvest direkte mod Rom. Årsagerne til Clarks beslutning er uklare, og emnet er yderst kontroversielt. De fleste kommentatorer har peget på Clarks ambition om at være den første, som kom til Rom, om end nogen mener, at han ville give sine tropper en tiltrængt pause (selv om den nye angrebsretning betød, at tropperne nu skulle gennemføre et frontalangreb mod forberedte stillinger i tyskernes Cæsar C linje). Truscott skrev senere, at Clark "frygtede, at briterne lagde rænkefulde planer om at komme først til Rom," en fornemmelse, som tildels underbygges af Clarks egne skriverier. Alexander havde imidlertid klart defineret afgrænsningerne mellem hærene inden slaget, og Rom lå indenfor 5. armés område. 8. armé blev til stadighed mindet om, at dens opgave var at kæmpe mod 10. armé og ødelægge så meget så muligt af den, og derpå omgå Rom og fortsætte forfølgelsen nordpå (hvilket 8. armé rent faktisk gjorde, idet den generede 10. armés tilbagetrækning over 360 km nordpå mod Perugia i 6 uger).
Da det skete, var Truscotte chokeret, og senere skrev han:
| Citat | Jeg var paf. Dette var ikke tidspunktet til at trænge mod nordvest, hvor fjenden stadig stod stærkt. Vi skulle sætte al vor styrke ind i hullet ved Valmontone for at sikre ødelæggelsen af den retirerende tyske armé. Jeg ville ikke adlyde ordren uden først at have talt med general Clark personligt ... [men] han var ikke i brohovedet og kunne ikke nås, selv via radio. ... sådan var ordren, som flyttede hovedindsatsen fra styrkerne i brohovedet væk fra Valmontonehullet og forhindrede ødelæggelsen af den 10. tyske armé. Den 26. blev ordren sat i værk." | Citat |
|       | |       |

 Han fortsatte med at skrive 
| Citat | Der har aldrig været tvivl i mit sind om, at hvis general Clark loyalt havde fulgt general Alexanders instrukser og ikke havde ændret min angrebsretning til nordvest den 26. maj ville det strategiske mål med Anzio være blevet opfyldt fuldt ud. At komme først til Rom var en dårlig kompensation for denne mistede mulighed.". | Citat |
|       | |       |

 En mulighed gik bestemt tabt og syv divisioner fra 10. armé  undslap til den næste forsvarslinje, Trasimenelinjen hvor de fik forbindelse med 14. armé og derpå gennemførte en kæmpende tilbagetrækning til den formidable Gotiske linje nord for Firenze.
Rom faldt den 4. juni 1944, kun to dage før invasionen i Normandiet.

## Eftermæle

### Evakuering, skatte og betydning
I løbet af slaget blev det gamle kloster på Monte Cassino, hvor Sankt Benedikt etablerede det første kloster efter benediktinske regler, fuldstændig ødelagt af bomber og granater i februar 1944.
I de forudgående måneder i det italienske efterår 1943 havde to tyske officerer kaptajn Maximilian Becker, en kirurg i Hermann Göring Panzer Division og oberstløjtnant Julius Schlegel fra samme enhed med stor forudseenhed foreslået fjernelse af Monte Cassinos skatte til Vatikanet og Engelsborg, inden krigen kom for tæt på. De to officerer overtalte de kirkelige myndigheder og deres overordnede chefer til at bruge divisionens lastbiler og benzin til formålet. De måtte fremskaffe det nødvendige materiale til at lave kister og kasser, finde uddannede tømrere blandt tropperne, rekruttere lokale arbejdere (som blev betalt med fødevarerationer og 20 cigaretter om dagen) og derpå lede det "enorme job med evakuering koncentreret om biblioteket og arkivet" en skat som "bogstavelig talt var ubetalelig". Rigdommene i klosterets arkiver og galleri omfattede "800 pavelige dokumenter, 20.500 bind i det gamle bibliotek, 60.000 i det nye bibliotek, 500 incunabula, 200 manuskripter på pergament, 100.000 tryk og separate samlinger." De første lastbiler med billeder af gamle italienske mestre var klar til afgang mindre end en uge efter den dag dr. Becker og Schlegel uafhængigt af hinanden kom til Monte Cassino.
Hvert køretøj medførte munke til Rom som eskorte. Med over 100 lastbillæs tømte konvojerne omtrent klosterets munkesamfund. Opgaven blev afsluttet i de første dage af november 1943. "På tre uger, midt under en krig som var ved at blive tabt, i et fremmed land, var det noget af en bedrift." Efter en messe i basilikaen overrakte abbed Gregorio Diamare formelt underskrevne pergamentruller på latin til general Paul Conrath, til tribuno militum Julio Schlegel og Maximiliano Becker medecinae doctori "for at redde munkene og skattene i klosteret på Monte Cassino."
Monte Cassino og Cassino betyder noget forskelligt for de deltagende lande i slagene. For de Vestallierede taler monumenter og inskriptioner om Gud og fædreland og opofrelse og frihed. For polakkerne stod det som et "symbol om håb for deres land." For tyskerne og deres veteraner var det helt anderledes. Monte Cassino "repræsenterede det mod ... som deres soldater udviste over for de Allieredes materielle styrke," overlegne antal og overvældende ildkraft, et forvarsel om kommende begivenheder. De "kæmpede med ... stor færdighed ... Ingen forbrydelser knytter sig til tyskerne her, og der var ingen selvpåførte rædsler som ved Stalingrad," og – at de havde været i stand til at "redde skattene på Monte Cassino og museet og galleriet i Neapel [overlever som] et punkt for særlig stolthed."

### Amerikanske militærhistoriske vurderinger
Den amerikanske regerings officielle stillingtagen til bombardementet af Monte Cassino gennemgik bemærkelsesværdige ændringer i løbet af et kvart århundrede. Visheden om "uomtvistelige beviser" for tysk brug af klosteret blev fjernet fra historien i 1961 af Chefen for militærhistoriens kontor. En kongresforespørgsel til samme kontor i 20-året for hændelsen afstedkom følgende udtalelse: "Det lader til, at ingen tyske tropper, bortset fra en lille gruppe militærpoliti, rent faktisk befandt sig indenfor klosteret" før bombardementet. Den endelige ændring af den amerikanske hærs officielle historie skete i 1969 og konkluderede, at: "klosteret var faktisk ikke besat af tyske tropper".

### Wojtek
Blandt de mange forskellige slags tropper, som gjorde tjeneste ved Monte Cassino, var den mest bemærkelsesværdige nok en bjørn fra Iran, som havde navnet Wojtek. Den blev opfostret af og indrulleret i 22. artilleri forsyningskompagni i det 2. polske korps. Den bar artillerigranater under slaget.

### Marocchinate
Dagen efter slaget drog fransk-marokkanske kolonitropper, som var tilknyttet det franske ekspeditionskorps hærgende og plyndrende gennem de omkringliggende bakker. Det rapporteredes, at nogle af disse irregulære enheder havde begået grusomheder mod de italienske bondesamfund i området. Sådanne påståede forbrydelser blev kendt i Italien under adjektivet Marocchinate, som betyder "handlinger begået af marokkanere".

### Krigergrave og mindesmærker
Straks efter at kampene var ophørt ved Monte Cassino, skabte den polske eksilregering i London Monte Cassino korset til minde om den polske andel i erobringen af dette strategiske punkt. Det var også på dette tidspunkt, at den polske sangskriver Feliks Konarski, som havde deltaget i kampene der, skrev sin hymne Czerwone maki na Monte Cassino (de røde valmuer på Monte Cassino). Senere blev der etableret en statelig polsk krigskirkegård, som tydeligt kan ses af enhver, som skuer ud over området ved det genopbyggede kloster.
Den britiske Commonwealth-kirkegård i den vestlige udkant af Cassino rummer britiske, newzealandske, canadiske, indiske, gurkha og sydafrikanske ofre for kampene. De franske og italienske døde ligger ved hovedvej 6 i Liridalen. Amerikanerne ligger ved Anzio. Den tyske krigskirkegård ligger ca. 3 km nord for Cassino i Rapidodalen.
I 2006 blev et mindesmærke afsløret i Rom, som hylder de allierede styrker, som kæmpede og døde for at befri byen.

### Litterær inspiration
Ødelæggelsen af klosteret var inspirationen for Walter M. Miller Jr. til at skrive sin kritikerroste bog A Canticle for Leibowitz, som beskriver et klosterliv i en post-apokalyptisk verden. Han gjorde tjeneste som besætningsmedlem på et bombefly i det amerikanske luftvåben under slaget, og det var hans traumatiske førstehåndsoplevelse af ødelæggelsen af klosteret, som fik ham til at skrive bogen.

### Fodnoter
1. ↑  Der er en uoverensstemmelse mellem beskrivelsen af denne hændelse af historikeren Albert Simpson i den officielle historie for Army Air Forces udgivet i 1951[20] og den som er beskrevet i Hapgood & Richardson (baseret på et båndet interview med Eaker af medforfatteren D. W. Richardson).[19] Den officielle historie siger, at flyvningen foregik i en Piper Cub i en højde af "mindre end 60 meter", mens den senere udgivelse angiver, at flyvningen foregik i en L-5 Sentinel i en højde på mellem 360 og 450 meter, samt at generalernes flyvning havde eskorte af tre jagerbombere, som fløj 300 meter over dem. Forvirringen mellem en J-3 og en L-5 er let at forstå, da de ligner hinanden meget. Det er muligt, at forskellen i højde kan forklares med, at den ene var højden over klosteret og den anden højden over dalens bund.
2. ↑  Det var ikke første gang, klosteret blev ødelagt. Mellem 577 og 589 blev Monte Cassino ødelagt af lombardiet
3. ↑  Efter det første allierede bombardement af Neapel var kunstværkerne i dets nationalgalleri og dets arkæologiske museum blevet sendt til Monte Cassino for at være i sikkerhed. De mere end 200 forseglede kasser fra Neapel omfattede blandt andre mesterværker 11 af Tizian, en El Greco og to Goyaer.[58]

### Engelsk
- Atkinson, Rick. The Day of Battle: The War in Sicily and Italy, 1943-1944 (engelsk). New York: Henry Holt. ISBN 0-8050-6289-0.
- Anon (1946). The Tiger Triumphs: The Story of Three Great Divisions in Italy (engelsk). HMSO.
- Blaxland, Gregory (1979). Alexander's Generals (the Italian Campaign 1944-1945) (engelsk). London: William Kimber & Co. ISBN 0-7183-0386-5.
- Bloch, Herbert (1979). The bombardment of Monte Cassino (February 14-16, 1944): A new appraisal (engelsk). Tipografia Italo-orientale.
- Bohmler, Rudolf (1964). Monte Cassino: a German View (engelsk). Cassell.
- Clark, LLoyd (2006). Anzio: The Friction of War. Italy and the Battle for Rome 1944 (engelsk). London: Headline Publishing Group. ISBN 978-0-7553-1420-1.
- Ellis, John (2003). Cassino: The Hollow Victory: The Battle for Rome January-June 1944 (engelsk). Aurum Press. ISBN 1-85410-916-2.
- Forty, George (2004). Battle For Monte Cassino (engelsk). Ian Allan Publishing. ISBN 0-7110-3024-3.
- Gooderson, Ian (2003). Cassino (engelsk). London: Brassey's. ISBN 1-85753-324-0.
- Hapgood, David (2002). Monte Cassino: The Story of the Most Controversial Battle of World War II (reprint) (engelsk). Cambridge Mass.: Da Capo Press. s. 275. ISBN 0-306-81121-9. {{cite book}}: |format= kræver at |url= også er angivet (hjælp)
- Hassel, Sven (2003). Monte Cassino. Cassell Military Paperbacks (engelsk). Cassel. ISBN 0-304-36632-3.
- Katz, Robert (2003). The Battle for Rome (engelsk). Simon & Schuster. ISBN 978-0743216425.
- Krząstek, Tadeusz (1984). Battle of Monte Cassino, 1944 (engelsk). Polish Interpress Agency.
- Laurie, Clayton D. (version fra d. 3. oktober 2003). Rome-Arno 1944. CMH Online bookshelves: WWII Campaigns (engelsk). Washington: US Army Center of Military History. CMH Pub 72-20. {{cite book}}: Tjek datoværdier i: |år= (hjælp)
- Majdalany, Fred (1957). Cassino: Portrait of a Battle (engelsk). London: Longmans, Green & Co Ltd.
- Muhm, Gerhard. German Tactics in the Italian Campaign (engelsk).
- Parker, Matthew (2004). Monte Cassino: The Hardest-Fought Battle of World War II (engelsk). Doubleday. ISBN 0-385-50985-5.
- Piekalkiewicz, Janusz (1987). Cassino: Anatomy of the Battle (engelsk). Historical Times Inc. ISBN 0-918-67832-3.
- Simpson, Albert F. (1983). "Chapter 10. Anzio".  I Craven, Wesley Frank & Cate, James Lea (redaktøre) (red.). Volume Three. Europe: Argument to V-E Day, January 1944 to May 1945. Section III - Italy. The Army Air Forces in World War II (engelsk). University of Chicago Press on behalf of the Office of Airforce History.{{cite book}}:  CS1-vedligeholdelse: Flere navne: editors list (link)
- Smith, E. D. (1975). The Battles For Monte Cassino (engelsk). London: Ian Allan Ltd. ISBN 0-7153-9421-5.
- Smith, Col. Kenneth V. (1990?). Naples-Foggia 9 September 1943-21 January 1944. CMH Online bookshelves: World War II Campaigns (engelsk). Washington: US Army Center of Military History. CMH Pub 72-17. {{cite book}}: Tjek datoværdier i: |år= (hjælp)
- Squire, G.L.A. & Hill P.G.E. (1992). The Surreys in Italy (engelsk). Clandon, Surrey: The Queen's Royal Surrey Regiment Museum.
- forskellige forfattere (2000). Monte Cassino : historia, ludzie, pamięć = history, people, memory (engelsk). Askon. ISBN 83-87545-25-2.
- Whiting, Charles (1974). Hunters from the Sky, The German Parachute Corps 1940-1945 (engelsk). Leo Cooper, London.

### Fransk
- François Lescel (2002). Goumiers, Goums, Tabors (fransk). Fédération des Amicales Régimentaires et des Anciens Combattants website article no. 366. Hentet marts 2002. {{cite book}}: Tjek datoværdier i: |hentedag= (hjælp)

### Tysk
- Katri'el Ben-Arie (1985). Die Schlacht bei Monte Cassino 1944 (tysk). Freiburg im Breisgau: Rombach Verlag. ISBN 3-7930-0188-1.
- Janusz Piekałkiewicz (1997). Die Schlacht von Monte Cassino. Zwanzig Völker ringen um einen Berg (tysk). Augsburg: Bechtermünz Verlag. ISBN 3-86047-909-1.
- E. D. Smith (1991, originalt i 1975 (på engelsk)). Der Kampf um Monte Cassino 1944 (tysk). Stuttgart: Motorbuch Verlag. ISBN 3-613-01095-X. {{cite book}}: Tjek datoværdier i: |år= (hjælp)
- Heinz Konsalik (2004). Sie fielen vom Himmel (tysk). Klagenfurt: Kaiser. ISBN 3-7043-1329-7.

### Italiensk
- Gerhard Muhm (1993). La tattica tedesca nella campagna d'Italia, in Linea gotica avamposto dei Balcani (italiensk). Rom: Amedeo Montemaggi - Edizioni Civitas.
- DAL VOLTURNO A CASSINO, Gli avvenimenti della campagna d'Italia (1943-45) collegati alla battaglia di Cassino. http://www.dalvolturnoacassino.it/

### New Zealandsk
- Phillips, N.C. (1957). Italy Volume I: The Sangro to Cassino. Official History of New Zealand in the Second World War 1939–45 (engelsk). Wellington: War History Branch, Department Of Internal Affairs. Hentet 28. november 2007.

### Polsk
- Melchior Wańkowicz (1993). Szkice spod Monte Cassino (polsk). Wiedza Powszechna. ISBN 83-214-0913-X.
- Melchior Wańkowicz (1989). Bitwa o Monte Cassino (polsk). Warszawa: Wydawnictwa MON. ISBN 83-11-07651-0.
- Melchior Wańkowicz (1990). Monte Cassino (polsk). Warszawa: PAX. ISBN 83-211-1388-5.
- forskellige forfattere (2000). Monte Cassino : historia, ludzie, pamięć (historie, folk, hukommelse) (polsk). Askon. ISBN 83-87545-25-2.
- forskellige forfattere (2004). Monte Cassino (polsk). Warszawa: Askon. ISBN 83-87545-80-5.
- Janusz Piekałkiewicz (2003). Monte Cassino (polsk). Agencja Wydawnicza Morex. ISBN 83-7250-078-9.
- Zbigniew Wawer (1994). Monte Cassino 1944 (polsk). Bellona. ISBN 83-11-08311-8.

### Hviderussisk
- Piotra Sych (1963). Сьмерць і салаўі (Død og nattergale) (belarusisk).
- forskellige forfattere (2004). Беларусы ў бітве за Монтэ-Касіна (belarusisk). Minsk: Беларускі кнігазбор. ISBN 985-6730-76-7.

## Eksterne link
- Wikimedia Commons har flere filer relateret til Slaget om Monte Cassino

- Wikiquote har flere citater relateret til Slaget om Monte Cassino.
- SMU's Frank J. Davis World War II Photographs contain 95 images of Italy, including 28 photographs taken just after the Italian battle of Cassino (engelsk)
- http://www.montecassino-stiftung.de/en/index.html Arkiveret 9. januar 2009 hos  Wayback Machine
- (engelsk) Masters of Monte Cassino The Polish II Corps' battle for the monastery
- http://www.balagan.org.uk/war/crossfire/CEF.htm Arkiveret 17. september 2008 hos  Wayback Machine
- (engelsk) Illustreret artikel om slaget ved Battle of Monte Cassino hos "Battlefields Europe"
- (engelsk) The Battle For Monte Cassino (Slaget om Monte Cassino) Arkiveret 26. juli 2009 hos  Wayback Machine på Google Video.